# Bound for Glory 2011
Bound for Glory 2011 è stata la settima edizione del pay-per-view prodotto dalla federazione Total Nonstop Action Wrestling (TNA). L'evento si è svolto il 16 ottobre 2011 presso il Liacouras Center di Filadelfia in Pennsylvania.
L'evento incluse tre diversi main event: Kurt Angle sconfisse Bobby Roode mantenendo il TNA World Heavyweight Championship. Sting sconfisse Hulk Hogan in un match a stipulazione speciale per il controllo della TNA; e A.J. Styles sconfisse Christopher Daniels in un "I Quit" match.

## Antefatto

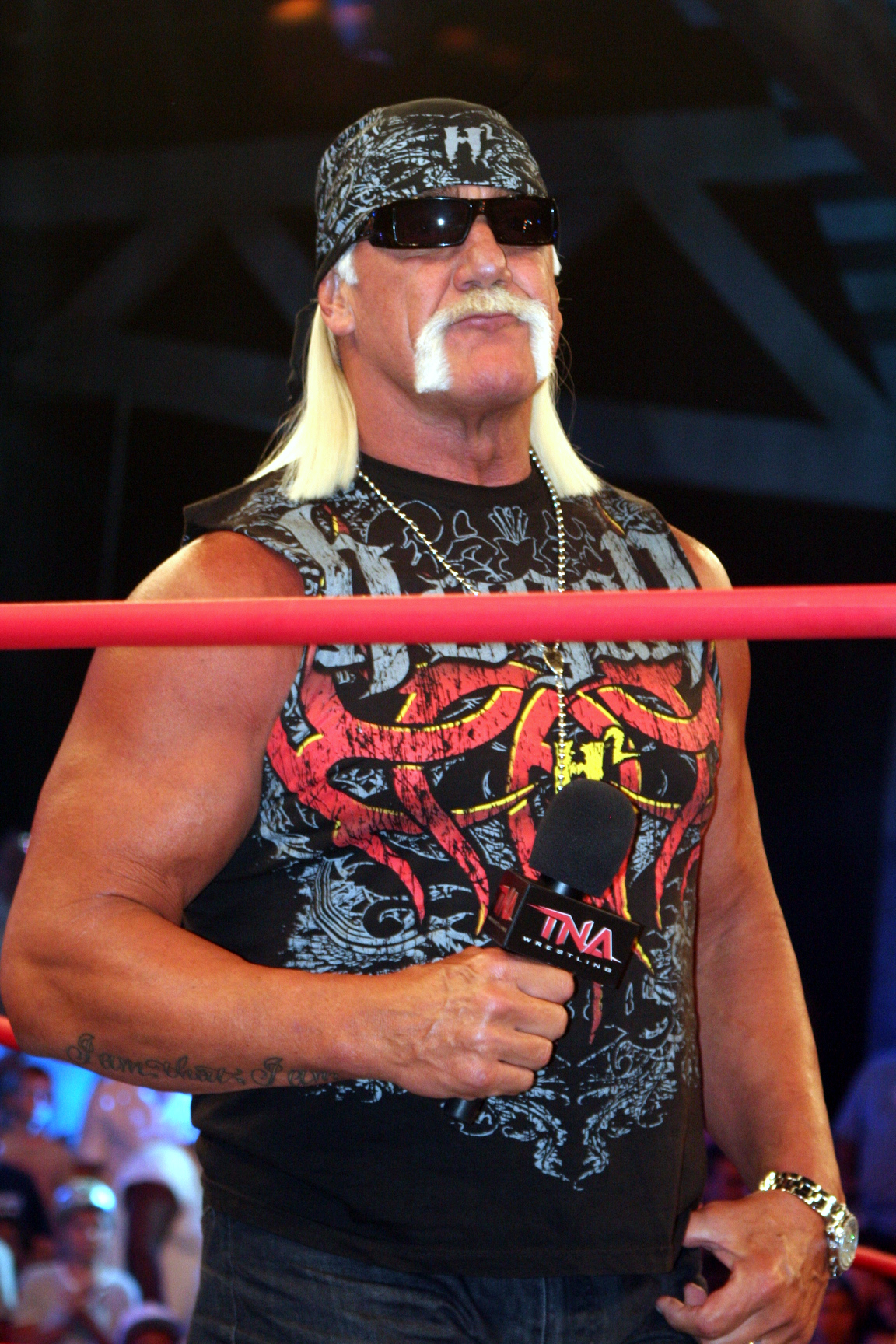
Hulk Hogan nel luglio 2010

Il feud di punta dell'evento fu quello tra Sting e Hulk Hogan. Il 4 gennaio 2010 nel corso dello speciale episodio di tre ore di TNA Impact!, Hulk Hogan ed Eric Bischoff debuttarono nella TNA. Dal momento del loro arrivo, Sting divenne sospettoso che i due volessero cospirare contro di lui e cercò di avvertire la presidente Dixie Carter. Il piano venne svelato il 10 ottobre a Bound for Glory 2010, quando Hulk Hogan, Eric Bischoff, Jeff Jarrett, Abyss e il nuovo TNA World Heavyweight Champion Jeff Hardy furono rivelati essere "They", un'entità annunciata da mesi da Abyss. Successivamente la fazione fu rinominata Immortal e Sting, insieme al suo alleato Kevin Nash, furono invitati ad unirsi al gruppo. I due decisero invece di lasciare la TNA. Dopo svariati mesi di controllo della federazione da parte della fazione Immortal, il 3 marzo Sting fece il suo ritorno a Impact! e vinse il TNA World Heavyweight Championship, difendendo la cintura durante la faida con la Immortal fino al 12 giugno a Slammiversary IX, quando fu sconfitto da Mr. Anderson per poi riconquistare il titolo poco tempo dopo. Durante questo periodo Sting cominciò ad assumere una personalità maniacale, ispirata al personaggio di Joker. L'8 agosto a Hardcore Justice, Sting perse il titolo contro Kurt Angle dopo un'interferenza da parte di Hogan. Poiché Hogan fece perdere a Sting altre due opportunità di riconquistare la cintura, il nuovo Joker-Sting iniziò a perseguitarlo e sconfisse il membro della Immortal Ric Flair guadagnandosi la possibilità di sfidare Hogan in un match da disputarsi al PPV Bound for Glory del 16 ottobre. Il 6 ottobre a Impact, Hogan accettò di ridare il controllo della TNA a Dixie Carter se Sting lo avesse battuto.

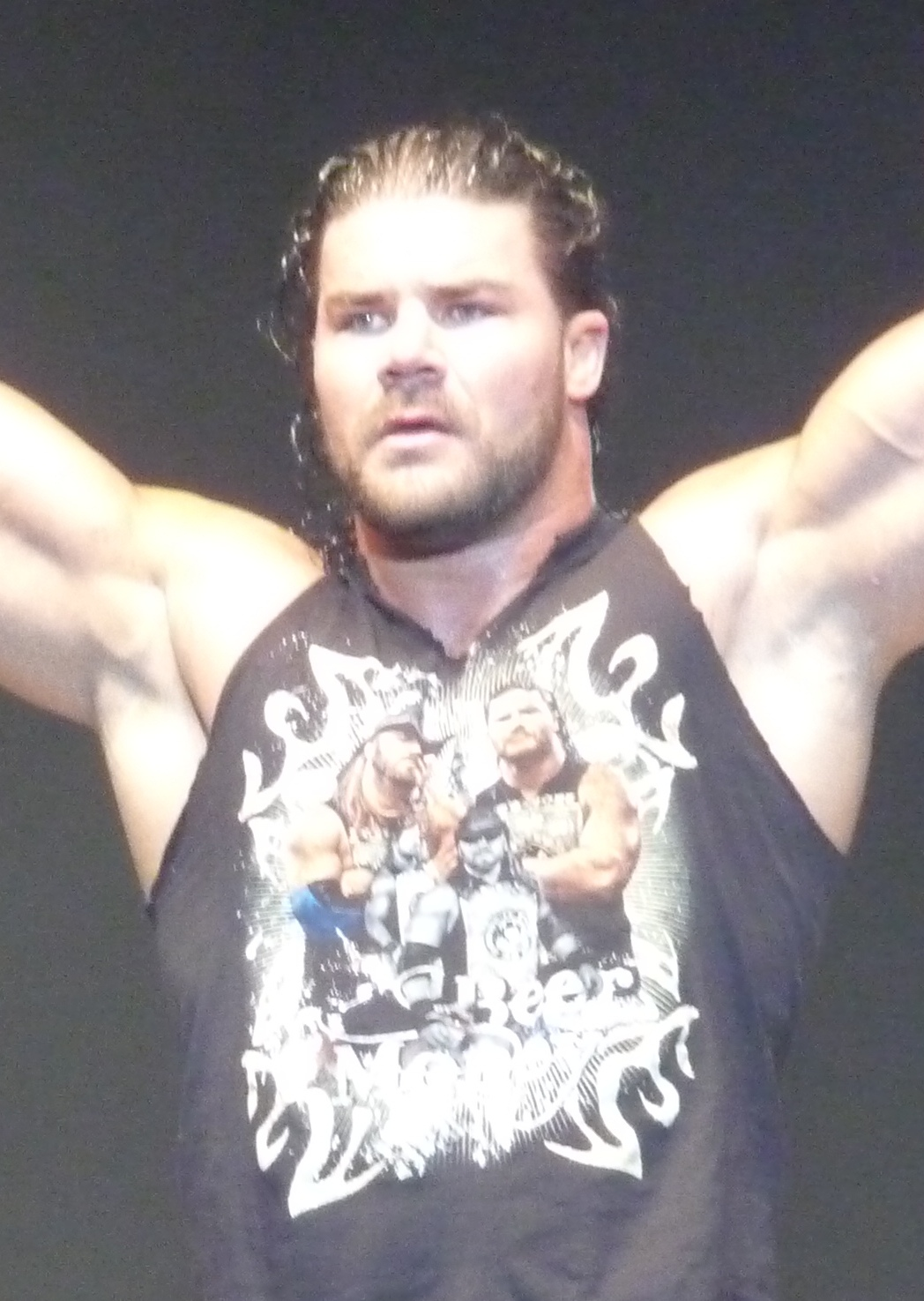
Bobby Roode, vincitore del torneo Bound for Glory Series del 2011.

Nel mese di giugno, l'implementazione di un torneo a punti della durata di tre mesi a 12 partecipanti chiamato Bound for Glory Series, divenne di capitale importanza per determinare il primo sfidante al TNA World Heavyweight Championship. Il regolamento stabiliva che i quattro partecipanti con più punti si sarebbero quindi sfidati nelle finali del torneo all'evento No Surrender, e il vincitore avrebbe poi sfidato il campione al PPV Bound for Glory. A settembre, Bobby Roode, Bully Ray, Gunner e James Storm emersero come i quattro finalisti. A No Surrender l'11 settembre Roode sconfisse Gunner per sottomissione e Bully Ray sconfisse Storm per squalifica. Alla fine Roode sconfisse Bully Ray in finale e si aggiudicò la possibilità di sfidare Kurt Angle per il TNA World Heavyweight Championship.
Lo scontro tra A.J. Styles e Christopher Daniels fu il culmine di un feud che si risolse in un "I Quit" match a Bound for Glory. Nella puntata del 31 marzo di Impact!, Daniels tornò per salvare il gruppo dei Fortune dalla Immortal, che si era anche resa responsabile di un infortunio che aveva temporaneamente messo fuori gioco Styles. Il 17 aprile a Lockdown, Daniels si alleò con il resto dei Fortune per sconfiggere la Immortal in un "Lethal Lockdown" match durante il quale si ebbe il ritorno di Styles in cerca di vendetta contro il membro degli Immortal Bully Ray. A giugno, Styles dichiarò che sarebbe tornato nella X Division per una sola sera. Sfidato da Daniels, Styles accettò in seguito il match, con i due che si impegnarono a non compromettere la loro amicizia a causa della competizione. Il 10 luglio, al PPV Destination X, basato sulla X Division, Styles sconfisse Daniels nel main event. Nelle settimane successive, Daniels chiese una rivincita, che ebbe luogo nella puntata del 1° settembre di Impact!, con Daniels che vinse. Dopo il match, Daniels si rifiutò di stringere la mano a Styles. Nella puntata del 22 settembre di Impact!, Daniels continuò a vantarsi della sua vittoria su Styles, il che portò a una rissa tra i due, interrotta da Kazarian, membro dei Fortune, prima che Daniels colpisse Styles, completando il suo passaggio tra gli heel. Due settimane dopo venne annunciato che, su richiesta di Daniels, i due si sarebbero affrontati in un match "I Quit" a Bound for Glory.
Un'altra rivalità che raggiunse il culmine a Bound for Glory fu quella tra Rob Van Dam e Jerry Lynn, che lottarono in un "Full Metal Mayhem" match. I due ripresero la loro faida che risaliva ai tempi della defunta  ECW e il 10 luglio a Destination X, Van Dam sconfisse Lynn. Nel mese successivo, Lynn accompagnò Van Dam nei suoi match. L'8 agosto a Hardcore Justice, Van Dam, al momento secondo in classifica nel torneo Bound for Glory Series, affrontò Crimson, che era primo. Nel corso del match, Lynn salì sul ring attaccando Crimson, causando la squalifica di Van Dam, fatto che non solo gli costò il match, ma anche molte posizioni nel torneo. Il 18 agosto a Impact!, Lynn causò la sconfitta di Van Dam con A.J. Styles in maniera simile. Il primo settembre a Impact!, Lynn tradì definitivamente Van Dam, facendolo perdere contro Gunner e così facendo estromettendolo di fatto dall'intero torneo. Nella successiva puntata di Impact, Lynn spiegò le ragioni del suo comportamento dicendo che era stanco di vivere all'ombra di Van Dam.
Due ex alleati come Mr. Anderson e Bully Ray, lottarono in un "Falls Count Anywhere Philadelphia Street Fight" match. Avendo ricevuto l'ultimatum di entrare negli Immortal oppure di mettersi contro di loro, Mr. Anderson divenne un membro della fazione nel luglio 2011, dopo che il co-leader della Immortal Eric Bischoff lo aiutò a vincere il TNA World Heavyweight Championship da Sting il 12 giugno a Slammiversary IX. Il 14 luglio a Impact!, Anderson perse la cintura riconsegnandola a Sting. L'alleanza di Anderson con la Immortal ebbe vita breve dato che la tensione aumentò quando Bully Ray degli Immortal divenne la distrazione che permise a Kurt Angle di sconfiggere Anderson in un cage match nell'episodio del 28 luglio di Impact!. Dopo che Anderson e Bully Ray si affrontarono l'8 agosto a Hardcore Justice, con Bully Ray uscito vincitore, gli Immortal in seguito cacciarono Anderson dal gruppo. Continuando la sua faida con Bully Ray, nella puntata del 7 ottobre di Impact!, Anderson sfidò Bully Ray a un "Anything Goes" match, che fu poi accettato dalla sua controparte.

## Risultati
| N.                  | Match | Stipulazione | Durata |
| ------------------- | --- | --- | ------ |
| Dark match pre-show | Mexican America (Anarquia e Hernandez) (c) hanno sconfitto Ink Inc. (Jesse Neal e Shannon Moore) (con Toxxin) | Tag team match valido per il TNA World Tag Team Championship | 08:02  |
| 1                   | Austin Aries (c) ha sconfitto Brian Kendrick                                                                  | Single match per il titolo TNA X Division Championship | 10:27  |
| 2                   | Rob Van Dam ha sconfitto Jerry Lynn                                                                           | Full Metal Mayhem match | 13:14  |
| 3                   | Crimson ha sconfitto Samoa Joe e Matt Morgan                                                                  | Three-way Match | 07:14  |
| 4                   | Mr. Anderson ha sconfitto Bully Ray                                                                           | Falls Count Anywhere Philadelphia Street Fight match | 14:33  |
| 5                   | Velvet Sky ha sconfitto Winter (c) (con Angelina Love), Mickie James e Madison Rayne                          | Fatal four-way match per il titolo TNA Women's Knockout Championship con Karen Jarrett come arbitro speciale | 08:31  |
| 6                   | A.J. Styles ha sconfitto Christopher Daniels                                                                  | "I Quit" match | 13:42  |
| 7                   | Sting ha sconfitto Hulk Hogan (con Ric Flair)                                                                 | Single match per il controllo della TNA con Garett Bischoff come arbitro speciale. Se Sting avesse vinto, Dixie Carter avrebbe riottenuto il controllo della federazione, se avesse vinto Hogan, Sting avrebbe dovuto abbandonare la TNA | 09:43  |
| 8                   | Kurt Angle (c) ha sconfitto Bobby Roode                                                                       | Single match per il titolo TNA World Heavyweight Championship | 14:15  |
|                     | (c) = campione in carica al momento dell'inizio del match                                                     | |        |

Altre personalità presenti
| Ruolo          | Nome:                |
| -------------- | -------------------- |
| Commentatori   | Mike Tenay           |
| Commentatori   | Taz                  |
| Arbitri        | Rudy Charles         |
| Arbitri        | Mark "Slick" Johnson |
| Arbitri        | Andrew Thomas        |
| Intervistatore | Jeremy Borash        |
| Annunciatore   | Jeremy Borash        |

## Accoglienza

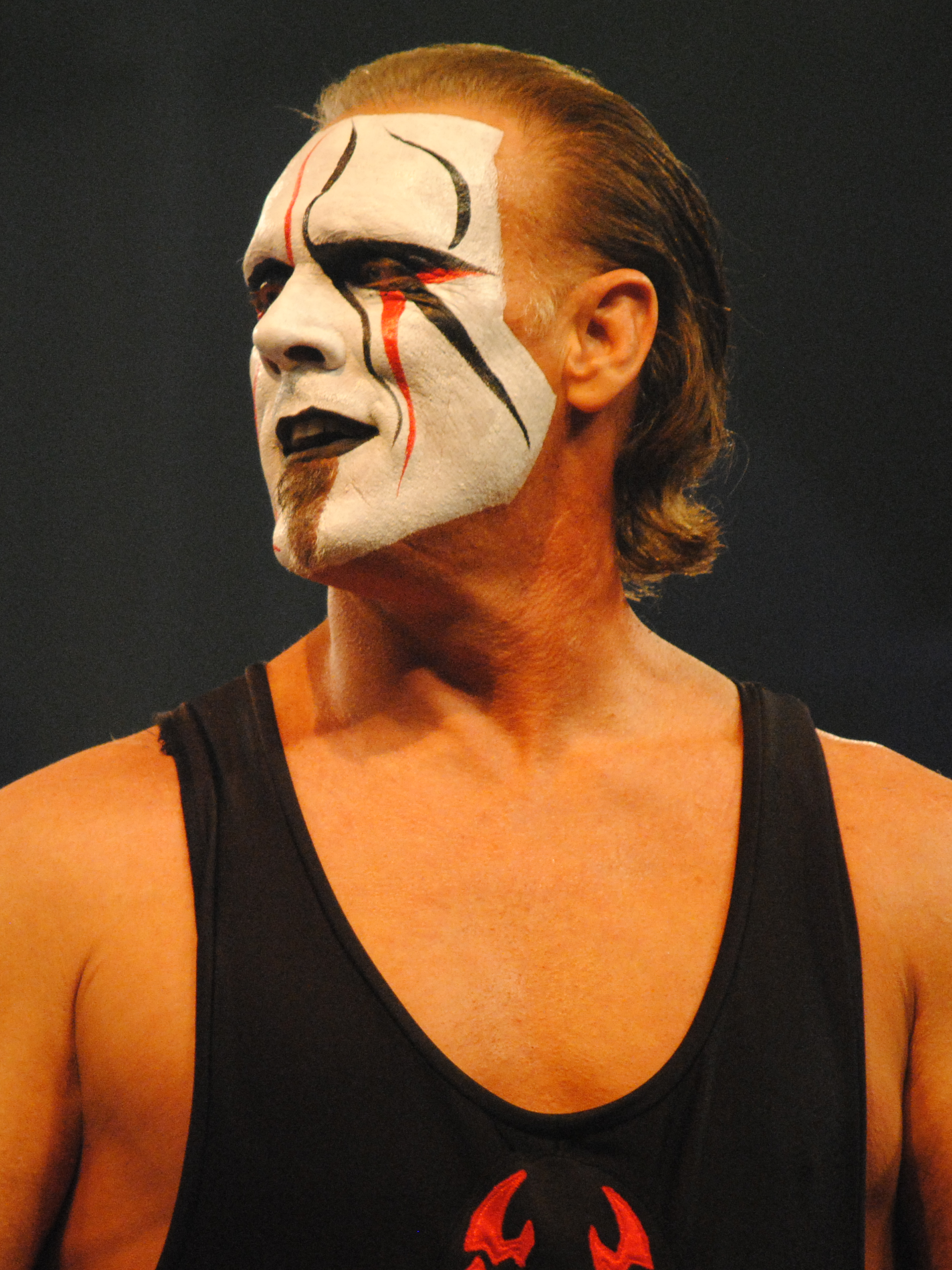
Sting nel 2011

Bound for Glory ricevette recensioni contrastanti ma prevalentemente positive. Matt Bishop del Canadian Online Explorer, assegnò all'intero evento un punteggio di 7.5 su 10, che era sostanzialmente superiore al 7 su 10 dell'anno precedente. Bishop ritenne che la compagnia avesse offerto il suo miglior spettacolo degli ultimi tempi, rovinato da un "terribile finale nel main event", ma continuò a definire l'azione "eccezionale". Il match con il punteggio più alto fu quello tra Angle e Roode, che ricevette un punteggio di 7,5 su 10. Tra gli altri match con il punteggio più alto, Anderson e Bully Ray ricevettero un punteggio di 7 su 10, Rob Van Dam e Jerry Lynn ottennero un punteggio di 7 su 10 e Austin Aries e Brian Kendrick un punteggio di 7 su 10. Il match con il punteggio più basso fu quello tra Velvet Sky, Winter, Madison Rayne e Mickie James, che ricevette un punteggio di 3 su 10.
Colin Rinehart del sito web 411 Mania, assegnò all'evento un voto di 8.5 su 10, lodando lo show come "di gran lunga il migliore PPV TNA dell'anno" e "probabilmente l'edizione più divertente di Bound for Glory nella storia della compagnia". I due incontri con il punteggio più alto furono Van Dam-Lynn con 3 stelle e 3/4 su 5, mentre il main event Angle-Roode ottenne 3 stelle e 1/2 su 5. Il punteggio più basso venne assegnato a Velvet Sky-Winter-Madison Rayne-Mickie James con 1 stella e 1/4.